# Joris Ponse
Joris Ponse (Dordrecht, 1723 - aldaar, 1783) was een Nederlandse schilder en dichter.

## Leven en werk
Ponse werd opgeleid door Aart Schouman en vervolgde zijn studie in Amsterdam. Hij schilderde behangsels en schoorsteenstukken, vaak met bloemen, vruchten, vogels en wild. Hij was daarnaast huis- en rijtuigschilder. Ponse gaf les aan onder anderen Pieter Hofman, Arie Lamme, Willem van Leen en Abraham van Strij.  Hij beoefende ook de dichtkunst.

## Werk in openbare collecties
- Dordrechts Museum

- Biografisch Portaal: 92162841
- Digitale Bibliotheek voor de Nederlandse Letteren: pons001
- RKD-Nederlands Instituut voor Kunstgeschiedenis: 64204
- Union List of Artist Names: 500014271
- Virtual International Authority File: 95768458